# Racine Amadou Kané
Racine Amadou Kané (ur. 27 lutego 1960 w Kaolack) – senegalski piłkarz występujący na pozycji obrońcy.

## Kariera klubowa
Kané rozpoczynał karierę w 1980 roku w zespole SEIB Diourbel, z którym zdobył dwa mistrzostwa Senegalu (1983, 1987). W 1987 roku przeszedł do francuskiego FC Metz. W Division 1 zadebiutował 5 grudnia 1987 w przegranym 0:3 meczu ze Stade Lavallois, zaś 12 grudnia 1987 w wygranym 2:1 spotkaniu z AS Saint-Étienne strzelił swojego pierwszego gola w tych rozgrywkach. W Metz spędził sezon 1987/1988.
Następnie odszedł do zespołu Brest Armorique FC z Division 2, z którym w sezonie 1988/1989 awansował do Division 1. Zawodnikiem Brest był do 1991 roku. Następnie występował w trzecioligowych rezerwach Lille OSC, a także w czwartoligowych rezerwach AS Beauvais Oise. Był też graczem trzecioligowego SCO Roubaix, w którego barwach w 1994 roku zakończył karierę.
W Division 1 rozegrał 45 spotkań i zdobył 5 bramek.

## Kariera reprezentacyjna
W reprezentacji Senegalu Kané grał w latach 1984–1992. W 1986 roku został powołany do kadry na Puchar Narodów Afryki. Rozegrał na nim 3 spotkania: z Egiptem (1:0), Mozambikiem (2:0) i Wybrzeżem Kości Słoniowej (0:1), a Senegal odpadł z turnieju po fazie grupowej.